# Alles, was ich weiß über die Liebe
Alles, was ich weiß über die Liebe (Originaltitel: Everything I Know About Love) ist eine 2018 erschienene Autobiografie der britischen Journalistin Dolly Alderton. Die deutschsprachige Erstausgabe erschien in der Übersetzung durch Friederike Achilles 2019 im Kiepenheuer & Witsch Verlag.

## Inhalt
Im Buch beschreibt die Autorin vor allem ihre Zeit an der Universität, den Eintritt ins Berufsleben und die engen Freundschaften.

## Rezeption
In Großbritannien wurde das Buch ein großer Erfolg. Es wurde als Fernsehserie verfilmt und im Jahr 2018 mit dem British Book Award in der Kategorie „Beste Autobiografie“ ausgezeichnet.

## Buchausgaben (Auswahl)
- Everything I Know About Love. Penguin Books, 2019, ISBN 978-0-241-98210-5 (englisch). (Reissued "With a new chapter on everything I know at thirty")
- Dolly Alderton: Alles, was ich weiß über die Liebe. Übersetzt von Friederike Achilles. Kiepenheuer & Witsch, Köln 2019. ISBN 978-3-462-05195-7